# لیبرالیسم سبز
لیبرالیسم سبز یا محیط‌زیست‌گرایی لیبرال نوعی از لیبرالیسم است که سیاست‌های سبز را در ایدئولوژی خود گنجانده‌است. لیبرال‌های سبز به‌طور معمول در موضوعات اجتماعی لیبرال و در موضوعات اقتصادی «سبز» هستند. اصطلاح «لیبرالیسم سبز» در سال ۱۹۹۸ میلادی توسط فیلسوف سیاستمدار، «مارسل ویسنبورگ» در کتاب اش تحت عنوان: «لیبرالیسم سبز: جامعه آزاد و سبز» ابداع شد. او استدلال می‌کند که لیبرالیسم باید ایدهٔ حقوق مالکیت مطلق را رد نموده و محدودیت‌هایی را قبول کند که آزادی سوء استفاده از طبیعت و منابع طبیعی را محدود می‌سازد. هرچند، او کنترل رشد جمعیت و هر نوع کنترل در راستای توزیع منابع را به مثابه خلاف آزادی فردی رد می‌کند. اما بجای آن، کنترل عرضه: تولید مؤثرتر و کنترل تولید و استثمار بیش از حد را مورد استقبال قرار می‌دهد. هرچند منتقدین می‌گویند که او در حقیقت آزادی‌های فردی را مافوق پایداری قرار می‌دهد.

## فلسفه
لیبرالیسم سبز برای زمین ارزش والایی قائل است و در راستای اهمیت این سیاره جهت انتقال آن بدون آسیب به نسل بعدی، تأکید می‌ورزد. لیبرالیسم سبز می‌پذیرد که جهان طبیعی در حالت شار است و در جستجوی حفظ جهان طبیعی همانگونه که وجود دارد، نیست. هرچند، در جستجوی اینست تا خرابی‌های صورت گرفته توسط گونه‌های انسان را در جهان طبیعی تقلیل بخشد و در راستای بازسازی نواحی تخریب شده کمک نماید. لیبرالیسم سبز سعی می‌کند نهادها و اصول لیبرال دموکراتیک از قبیل برابری و آزادی فردی را با حفاظت محیط‌زیست را یکی سازد تا بتواند بدین طریق تهدیدات بزرگی که برای محیط‌زیست وجود دارد را مانند مصرف بیش از حد و آلودگی هوا، کاهش دهد.
لیبرال‌های سبز در موضوعات اقتصادی میان لیبرالیسم کلاسیک (در مرکز/راست میانه) و لیبرالیسم اجتماعی (در مرکز/ چپ میانه) جایگاه اختیار می‌کنند: لیبرال‌های سبز ممکن است نسبت به لیبرال‌های اجتماعی اندک ولی نسبت به لیبرال‌های کلاسیک بیشتر از دخالت دولت حمایت کنند. برخی لیبرال‌های سبز، محیط‌زیست‌گرایی بازار آزاد را اجراء می‌نمایند و ازینرو بعضی ارزش‌های آنها با لیبرالیسم کلاسیک یا لیبرترینیسم مشترک است. این یکی از معدود دلایلی هست که امکان دارد اتحاد سبز- آبی در سیاست اتفاق بیافتد. کنراد راسل، مؤرخ بریتانیایی که عضویت حزب لیبرال دموکرات در مجلس اعیان بریتانیا است، یک فصل از کتاب خود تحت عنوان: «رهنمود افراد هوشمند برای لیبرالیسم» را به موضوع لیبرالیسم سبز اختصاص داد. اصطلاح «لیبرالیسم سبز» از منظر ادبی در سال ۱۹۹۸ میلادی توسط فیلسوف سیاستمدار، مارسل ویسنبورگ در کتابی تحت عنوان: «لیبرالیسم سبز: جامعه آزاد و سبز» ابداع شد.

### لیبرال دموکرات سبز
گروه لیبرال سبز حداقل ده سال قبل از کتاب ویسنبورگ در بریتانیا موجود بود؛ زمانی که یک گروه فشار در داخل حزب لیبرال دموکرات‌های تازه مدغم شده در نشستی در ناتینگهام شکل گرفت که از سوی سیمون هیوز عضو مجلس نمایندگان انگلستان (به عنوان سخنران اصلی) مورد خطاب قرار گرفت. لیبرال دموکرات‌های سبز از سوی رئیس از قبل موجود «گروه بوم‌شناختی لیبرال»‏ (LEG) سازماندهی شده بود که خود این گروه یازده سال قبل در سال ۱۹۷۷ میلادی شکل گرفته بود، در این نشست افتتاحیه ظهور کرد. کیت میلتون، یکی از اعضای قبلی گروه بوم‌شناسی لیبرال (که نام طولانی‌تر آن «گروه بوم‌شناسی لیبرال برای اصلاحات اقتصادی و اجتماعی» بود) در زمان ادغام حزب لیبرال و حزب سوسیال دموکرات (SDP) در سال ۱۹۸۸ میلادی، به عنوان استاد ارشد در رشته «بازاریابی بین‌المللی» در «دانشگاه ناتینگهام ترنت» ایفای وظیفه می‌کرد. به همین دلیل، این نشست در ناتینگهام برگزار شد. اکثر نمایندگان در آن جلسه اعضای گروه بوم‌شناسی لیبرال بودند، هرچند عدهٔ محدودی از «گروه سبز» حزب سوسیال دموکرات نیز حضور داشتند.
گروه بوم‌شناسی لیبرال سال‌ها در داخل حزب لیبرال مبارزه می‌کرد و با پیروی از فلسفه ای که در گزارش «محدودیت‌های رشد» باشگاه رم توضیح داده شده بود در عرصه مختلف استراتیژی رشد صفری تلاش می‌نمود. این گروه همچنان در مورد موضوعات آلودگی هوا کمپینی براه انداختند و خواهان ممنوعیت سرب در بنزین شدند؛ به عنوان مثال خواستار ممنوعیت HFCهایی شدند که لایه اوزون را تخریب می‌کرد.

## نئولیبرالیسم سبز

### تاریخچه
یکی از انواع لیبرالیسم سبز، نئولیبرالیسم سبز است که از دهه ۱۹۸۹ میلادی برجسته شد و به‌طور قابل ملاحظه‌ای در نهادهای بین‌المللی مسلط گشت. در این دهه، دو نهاد عمده توسعه جهانی؛ صندوق بین‌المللی پول و بانک جهانی در نتیجه برنامه‌های تعدیل ساختاری که قرضه‌های با شرایط سخت برای کشورهای قرضدار بود، با خشم روزافزون بین‌المللی روبرو شدند. این شرایط روی تدابیر ریاضتی متمرکز بود، به عنوان مثال، کاهش کنترل دولت بر بازار و ارائه خدمات اجتماعی و آزاد سازی تجارت، ازین رو موجب شد که شرکت‌ها از شمال جهان به سمت کشورهای توسعه یافته رفته و وارد آن‌ها شده و با بازارهای محلی رقابت کنند.
این موضوع سبب افزایش ناآرامی‌های اجتماعی در بسیاری از جاها شد: کشاورزان با وارد کردن محصولات مصنوعی ارزان و یارانه‌ای از سوی کشورهای شمالی معیشت خود را به این شرکت‌ها می‌باختند. کشاورزی صنعتی و اگرونومی هم در نهادهای تحقیقاتی و هم در عمل به امر رایجی تبدیل شد و با خود، هزینه‌های محیط‌زیستی و اجتماعی را به همراه داشت. شرکت‌ها به آسانی می‌توانستند فعالیت‌های خود را به کشورهایی انتقال دهند که مزدکارگر در آنجا ارزان بود و این کار باعث شد برخی مردم شغل‌های خود را از دست بدهند؛ درحالیکه برخی دیگر مجبور بودند دستمزد پایین‌تری را قبول کنند. مردم، جنبش‌های اجتماعی و مؤسسات غیردولتی شروع به انتقاد و مقصر دانستن بانک جهانی، صندوق بین‌المللی پول و سازمان تجارت جهانی کردند که علت اساسی بحران غذایی، از دست دادن شغل‌ها و عامل تخریب محیط‌زیست بودند. این امر باعث پوشش رسانه‌ها در کشورهای شمالی نیز گردید و بر تغییر دیدگاه کشورهای جنوبی به عنوان «دریافت کنندگان خوشحال کمک‌های بانکی» افزود تا شورش برای نان، تظاهرات، راه‌پیمایی‌های جمعی را به تصویر بکشد. این فشار از سوی جنبش محیط‌زیستی که اهمیت فزاینده‌ای پیدا می‌کردند، برجسته شده و نشان داد که تجارت‌های رایج، اهمیتی به هزینه‌های زیست‌محیطی نمی‌دهند، که بزرگترین آنها تغییر اقلیم از سوی انسان است.

### ویژگی‌ها و زمینه
ازین رو دوران جدیدی نئولیبرالیسم شروع شد که در آن بانک جهانی و نهادهای مربوطه به آن، ایدئولوژی نیولیبرال را رها نکردند. به‌طور مثال؛ تعهد شان را در راستای اقتصاد بازار آزاد، مقررات پایین، تجارت آزاد و غیره را فراموش نکردند اما در عین حال مفهوم و معانی پایداری و آگاهی محیط‌زیستی را پذیرفتند. این نوع لیبرالیسم سبز اساساً اقتصادی هست و از سوی طیف وسیعی از مردم، هم از نگاه لیبرال اجتماعی و هم محافظه‌کار اجتماعی مورد حمایت قرار می‌گیرد. نئولیبرالیسم اگر مترادف با اکو-کپیتالیسم نباشد، حداقل با آن مرتبط است.
در چهارچوب گسترده‌تر تاریخ توسعه و پیشرفت، این گذار، روشی را پیروی می‌کند که با نظریه مدرن‌سازی و پروژه‌ای برای مدرنیزه کردن کشورهای در حال توسعه، شروع شد. بعد از آن، پروژه جهانی سازی که در آن بازار آزاد و تجارت جهانی به دنبال کمک به توسعه کشورها بود، با پروژه پایداری به موفقیت رسید. دیدگاه نئولیبرال سبز دربارهٔ پایداری، یک دیدگاه پایداری ضعیف است که با دیدگاه بیشتر بوم‌شناسان پیرامون پایداری قوی در تضاد است.